# Чичерова, Ольга Николаевна
Ольга Николаевна Чичерова (эст.: Olga Tšitšerova; род. 13 ноября 1948, Владивосток) — советская эстонская балерина.

## Биография
Родилась в 1948 году во Владивостоке.
В 1957—1966 годах окончила Таллинское хореографическое училище (класс Лидии Леэтмаа). Член КПСС с 1972 года.
В 1966—1987 годах — балерина театра оперы и балета «Эстония».
Исполняла партии: Одетта-Одиллия («Лебединое озеро»), Кармен («Кармен-сюита»), Афродита («Прометей»), Мирта («Жизель») и другие.
В 1987—2013 годах преподавала в Таллинском балетном училище.

## Фильмография
Снималась в эпизодичных ролях в фильмах киностудии «Таллинфильм»:
- 1974 — Опасные игры / Ohtlikud mängud
- 1974 — Радужный день / Sillerdav päev